# Aserbajdsjanske manat
Den aserbajdsjanske manat (azeri: Azərbaycan manatı; kode: AZN) er Aserbajdsjans valuta, og er inddelt i 100 qəpik. Ordet manat er lånt fra "moneta" (mønt). Manat var også betegnelsen for sovjetiske rubler på både aserbajdsjansk og turkmensk. Symbolet ₼ (billede ) for den aserbajdsjanske manat har koden U+20BC i unicode, og "m" samt "man." kan benyttes som erstatning for manat-symbolet.
Den aserbajdsjanske manat har eksisteret i tre udgaver; én for perioden 1919–23, hvor først Aserbajdsjans Demokratiske Republik og senere Aserbajdsjanske SSR udgav deres egen valuta. Efter selvstændigheden fra Sovjetunionen udgav Republikken Aserbajdsjan i perioden 1992–2006 valutaen manat med ISO 4217-koden AZM. Siden den 1. januar 2006 har man udgivet den nuværende udgave af manaten.